# Carex mucronata
Carex mucronata är en halvgräsart som beskrevs av Carlo Allioni. Carex mucronata ingår i släktet starrar, och familjen halvgräs. Inga underarter finns listade i Catalogue of Life.

## Bildgalleri

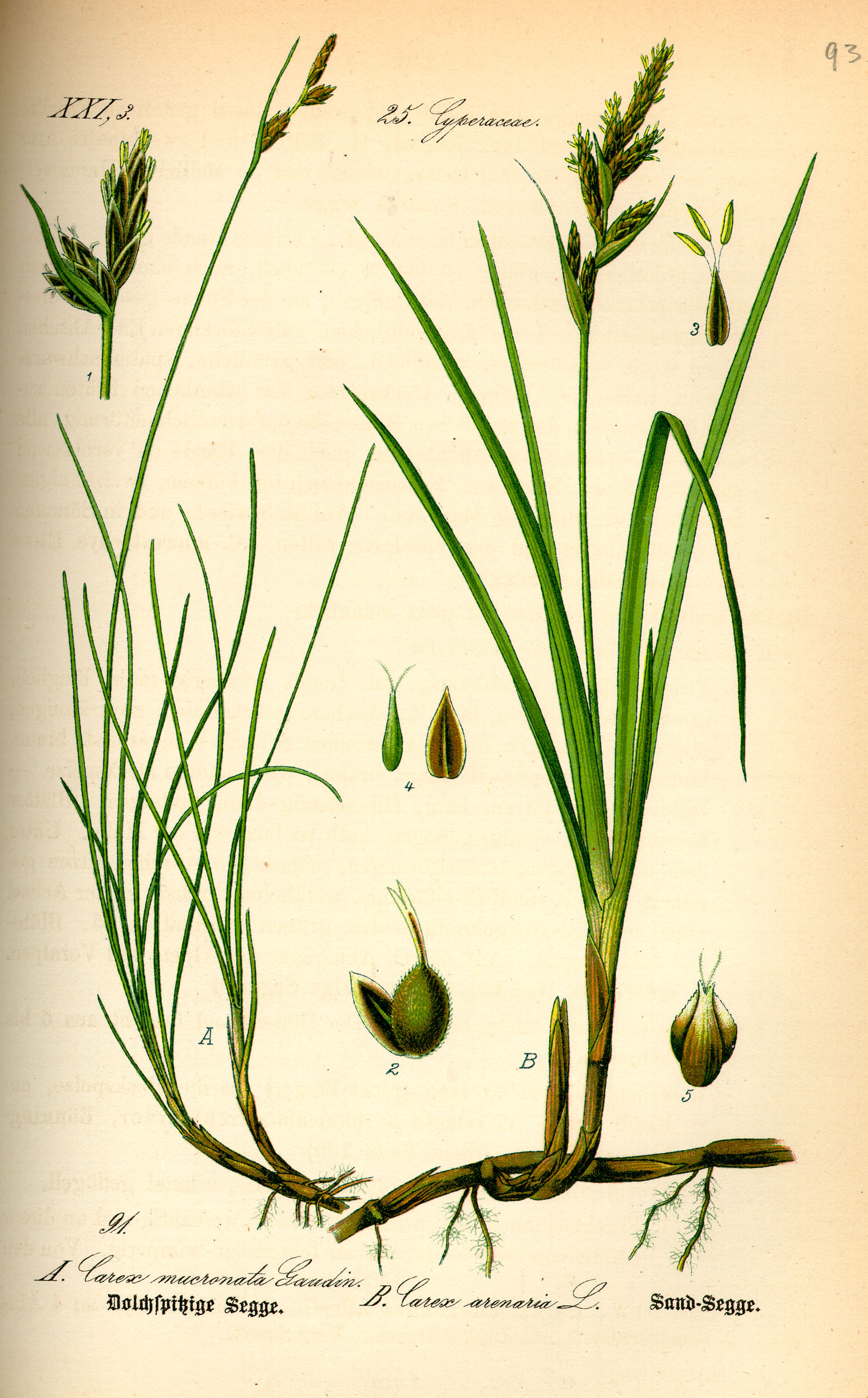
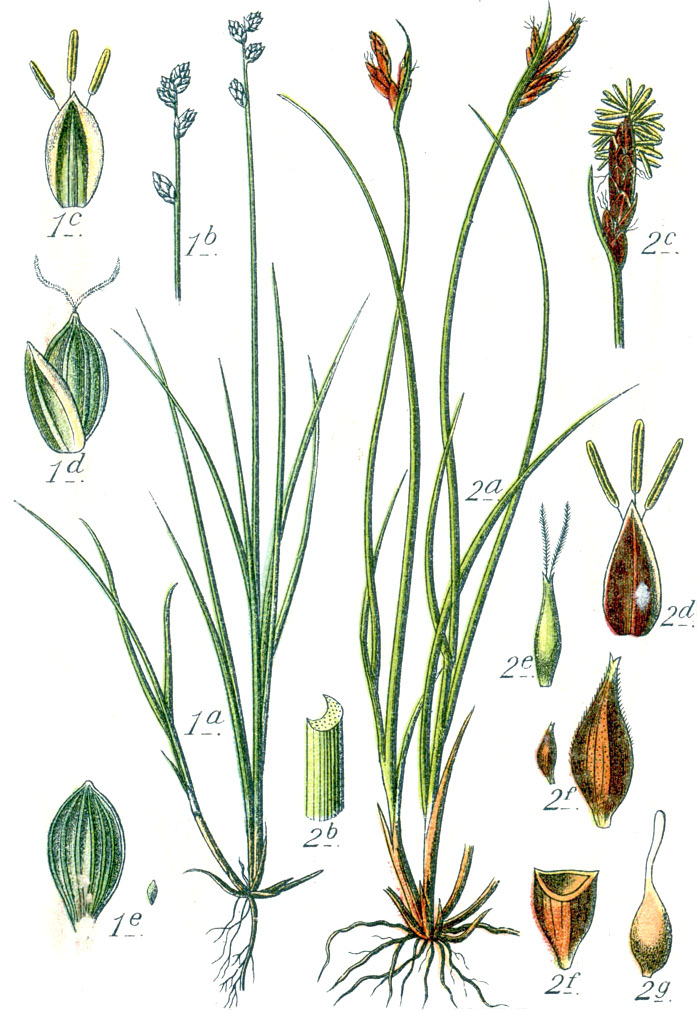